# X1 (рэпер)
Брюс Дэвид Сандлин (англ. Bruce David Sandlin; 6 марта 1979 — 4 июля 2007), более известный под сценическим псевдонимом Экс Уан (англ. X1) — американский рэпер, который был известен как участник нью-йоркской рэп-группы Gang Green и как аффилированный рэпер группы Onyx.
X1 был найден мёртвым в своём доме в Лас-Вегасе 4 июля 2007 года.

## Ранняя жизнь
Брюс Сандлин родился 6 марта 1979 года в Бруклине, Нью-Йорк. Через год вместе с родителями он переехал в Куинс. В возрасте 16 лет Брюс занимался уличной торговлей наркотиками в Куинсе, рассматривая это занятие как возможность быстрого заработка. Но неприятности всегда, казалось, следовали за ним, пока он не понял, что это не выход из района. Хип-хоп стал частью его жизни, когда он стал исполнять фристайлы на публике и в своей школе.

## Карьера
Однажды он познакомился с подростками из своего района и сформировал группу, в которую помимо него входили Dez (позже сменивший имя на Still Livin'), Chop, Cyph Certified и Whosane, младший брат Фредро Старра. Именно тогда он и придумал себе псевдоним «Экс Уан» (англ. X1). Парни исполняли рэп на пересечении 131-й улицы и Рокавей-бульвар возле ресторана быстрого питания Kennedy Fried Chicken, именно там их заметила популярная хип-хоп-группа Onyx, которая сразу же пригласила их на студию. Название группы, Gang Green (с англ. — «Зелёная Банда»), появилось из строк Фредро Старра. Участники группы Onyx подписали их на свой собственный лейбл Armee Records, дистрибуцией которого занимались лейблы Capitol Records и Mercury Records.
Вскоре группа Gang Green выпустила свой первый сингл, «I’ll Murder You», который спродюсировал Фредро. На обратной стороне сингла находится ремикс на эту песню, записанный совместно с Onyx. Отрывок из этого ремикса попал на второй альбом Onyx, All We Got Iz Us. Затем группа сняла видеоклип на песню «I’ll Murder You», который был в ротации на местных телеканалах, в том числе и на передаче Video Music Box. Затем последовали интервью и концерты, включая легендарный театр Apollo Theater и ночной клуб The Tunnel.
Со временем группа приобрела больше знаний, связей и опыта в музыкальной индустрии. X1 и Still Livin' вместе поучаствовали в съёмках клипа на песню Onyx «React», где также принял участие начинающий рэпер 50 Cent. Участники группы также присутствовали на студии во время записи песен Onyx, в том числе и во время записи трека «Evil Streets Remix» с Method Man в 1994 году. Неизданные песни X1 и группы были выпущены лишь спустя долгие годы на сборниках группы Onyx, Cold Case Files: Vol. 1 и Cold Case Files: Vol. 2.
Они были популярны в своём родном районе, но по какой-то причине лейблы были не заинтересованы ими. Каждый лейбл, на который они приносили своё демо, всегда спрашивал: «Кто этот парень?». Этим парнем был X1. Участники группы Onyx быстро узнали об этом, и взяли X1 к себе. Попав в новый лагерь, Брюс сразу же нашёл своё место под солнцем и принял участие как в записи трёх студийных альбомов группы Onyx: Shut ’Em Down, Bacdafucup: Part II и Triggernometry, так и в записи сольных альбомов Fredro Starr и Sticky Fingaz.
После участия в записи третьего альбома Onyx, Shut ’Em Down, и гастролей с группой Onyx, Брюс сосредоточился на своей сольной карьере, он покинул лагерь Onyx, но всё ещё находился в хороших отношениях со всеми членами группы, которым он позже помог в сольных проектах. В 2000-м году X1 заключил сделку с лейблом Майка Тайсона, Tyson Records. Через год после этого лейбл взлетел не совсем так, как ожидал Брюс, поэтому он отправился и подписал новую сделку с Калифорнийской звукозаписывающей компанией Ball’r Records, на которой выпускались лишь два артиста, Krayzie Bone и The Relativez. Лейбл закрылся до того, как X1 выпустил на нём альбом. Затем он подписал контракт с лейблом Dynasty Records, базирующимся в Лас-Вегасе, на котором он выпустил свой единственный сольный альбом, Young, Rich And Gangsta, 19 сентября 2006 года.

## Смерть
X1 был найден мёртвым в своём доме в Лас-Вегасе 4 июля 2007 года. Он покончил жизнь самоубийством, выстрелив себе в голову. Точная причина, толкнувшая рэпера на самоубийство, до сих пор не установлена. Известно, что при жизни Брюс всегда носил с собой оружие. Его жена, модельер Анджела Бринкс, которая на тот момент была на 9-м месяце беременности, сказала, что он покончил жизнь самоубийством после того, как она сказала ему что-то ужасное:«Отец моего сына покончил жизнь самоубийством, когда я была на 9 месяце беременности. Я нашла его, и я не могла действительно наслаждаться рождением моего сына, в то время я скорбила о потере моего мужа.» Ему было 28 лет. Первым о смерти рэпера написал хип-хоп сайт AllHipHop.com. Статья вышла с заголовком «Брат Стики Фингаза, рэпер X1 был найден мёртвым в Лас-Вегасе». С целью распространить эту информацию как можно шире была придумана история о том, что X1 является младшим братом Стики Фингаза. Спустя несколько дней, 19 июля 2007 года, у Брюса родился сын, которого назвали Азари.

## Дискография
Студийные альбомы
- 2006: Young, Rich And Gangsta

Микстейпы
- 2005: It’s A New Era Vol.1
- 2005: It’s A New Era Vol.2

Саундтреки
- 2009: Один день из жизни

### Синглы
- 1995: «I’ll Murder You» (with Gang Green)
- 2006: «Everywhere We Go»

## Фильмография

### Видеоклипы
- 1995: «I’ll Murder You» (with Gang Green)
- 1995: «Walk In New York» (with Onyx)
- 1998: «Broke Willies» (with Onyx)
- 1998: «React» (feat. 50 Cent) (with Onyx)
- 1998: «Shut ’Em Down» (feat. DMX) (with Onyx)
- 1998: «The Worst» (feat. Wu-Tang Clan) (with Onyx)
- 2006: «Everywhere We Go»

### Фильмы
- 1998: Def Jam Survival Of The Illest — Live From 125 N.Y.C.
- 2008: Onyx: 15 Years Of Videos, History And Violence
- 2009: Один день из жизни